# Roberto Francisco dos Santos
Roberto Francisco dos Santos (Região Metropolitana de São Paulo, 8 de abril de 1953- São Paulo, 21 de dezembro de 2017) foi um político brasileiro.
Foi prefeito de Praia Grande (São Paulo) entre 2009 e 2012

## Vida pessoal
Roberto Francisco dos Santos nasceu em 8 de Abril de 1953 na Grande São Paulo, filho único do taxista Álvaro dos Santos e da empregada doméstica Elizabeth Furnan dos Santos. 
Passou a infância nos bairros paulistanos do Itaim Bibi e Freguesia do Ó, e em 1974 se mudou para Praia Grande (onde passava férias na infância). Nessa época conheceu Alberto Mourão, futuro prefeito da cidade.
Teve quatro filhas e seis netos. Após perder a esposa Acidália dos Santos para um câncer , casou-se com Vivian dos Santos, com quem ficou casado até a morte.

## Vida profissional
Roberto perdeu o pai aos 13 anos de idade, por isso começou a trabalhar nesta idade para audar a mãe no orçamento doméstico. 
Começou em um escritório de contabilidade, depois foi office-boy no Othon Palace Hotel e trabalhou por mais de dez anos no setor de processamento de dados de bancos, atuando na implantação de Centros de Processamento de Dados (CPD) em vários núcleos pelo País. 

## Vida política
Roberto Francisco começou na vida pública em 1986, quando começou a atuar como assessor do então vereador Alberto Mourão na Câmara Municipal de Praia Grande 
Na prefeitura de Praia Grande, foi nomeado chefe da Administração da Manutenção Escolar na gestão do prefeito Dorivaldo Loria Júnior (1989-1992), da qual Mourão participava como secretário da Educação. 
Foi chefe de gabinete do prefeito Alberto Mourão durante os mandatos 1993 a 1996 e 2001 a 2008. 
Foi coordenador da campanha de Alberto Mourão para deptuado federal em 1998, e trabalhou como assessor do deputado entre 1999 e 2000. 
Em 2008, Roberto Francisco foi lançado como candidato à sucessão de Alberto Mourão e disputou a eleição para a prefeitura de Praia Grande pelo PSDB. 
No dia 5 de Outubro de 2008, foi eleito com 57.029 votos, o equivalente a 50,13% dos votos válidos. Venceu por uma diferença de aproximadamente 3.000 votos do adversário Alexandre Cunha (então no PMDB)
Roberto Francisco tomou posse em 1º de Janeiro de 2009.
Seu mandato foi marcado por realizações como a UPA do bairro Samambaia, a remodelação e a duplicação da Avenida Presidente Kennedy, o início das obras viárias na entrada da cidade e pela inauguração do Centro Cultural "Porto do Saber".  
Também fez obras de drenagem e pavimentação nos bairros da terceira zona da cidade. 
Em janeiro de 2012, Roberto Francisco anunciou que disputaria a reeleição , porém não disputou o pleito e apoiou Alberto Mourão (seu antecessor) para a sua sucessão. 
Em 1º de Janeiro de 2013 Roberto Francisco entregou o cargo para o prefeito eleito Alberto Mourão, vencedor do pleito de 7 de Outubro de 2012 com mais de 78 mil votos válidos (62,45%).
Após deixar a prefeitura, em 2012, Roberto Francisco candidatou-se a deputado estadual por São Paulo em 2014 pelo PTdoB e a vereador de Praia Grande em 2016 pelo PSB, sem sucesso em ambas as tentativas. 

## Morte e homenagens
Roberto Francisco morreu de câncer em 21 de Dezembro de 2017 em um hospital de São Paulo. 
Deixou a esposa, Vivian, quatro filhos e seis netos.
Em 16 de Janeiro de 2018 o prefeito de Praia Grande Alberto Mourão inaugurou a Escola Municipal Roberto Francisco dos Santos, localizada no bairro Ribeirópolis e batizada em homenagem ao ex-prefeito. 